# Catàleg General d'Estrelles Variables
El Catàleg General d'Estrelles Variables (GCVS segons les seves sigles en anglès) és una llista d'estrelles variables.
La seva primera edició, que contenia 10.820 estrelles, fou publicat l'any 1948 per l'Acadèmia de Ciències de l'URSS, editat per B. V. Kukarkin i P. P. Parenago. La segona i la tercera edicions varen ser publicades l'any 1958 i l'any 1968; la quarta edició, en tres volums, fou publicada 1985-1987. Contenia 28.435 estrelles. Es va publicar més tard un quart volum que contenia taules de referència, i també un quint volum que contenia estrelles variables fora de la Galàxia.
La versió més actualitzada del CGEV es pot aconseguir a una pàgina web. Conté coordenades millorades per les estrelles variables de la quarta edició impresa del CGEV, així com estrelles variables descobertes massa recentment per haver estat incloses en la quarta edició. Es pot aconseguir una versió més antiga del CGEV de l'any 2004 del servei VizieR al Centre de Dades astronòmiques d'Estrasburg sota el nom Catàleg General Combinat d'Estrelles Variables (GCVS4.2; VizieR nombre de la base de dades II/250).